# Ephemerum diversifolium
Ephemerum diversifolium är en bladmossart som beskrevs av Mitten in Harvey 1859. Ephemerum diversifolium ingår i släktet dagmossor, och familjen Ephemeraceae. Inga underarter finns listade i Catalogue of Life.